# Zaraza siatkowata
Zaraza siatkowata, z. bladokwiatowa (Orobanche reticulata Wallr.) – gatunek byliny z rodziny zarazowatych (Orobanchaceae). Występuje na rozległym obszarze Europy (bez krańców północnych, zachodnich i południowych) oraz w zachodniej Azji. Jest rośliną pasożytniczą. Pasożytuje głównie na ostrożeniach i ostach. W Polsce jest rośliną rzadką, aczkolwiek spotykaną we wszystkich regionach poza środkową częścią kraju. Najliczniejsze stanowiska ma na Pomorzu Zachodnim.

## Morfologia

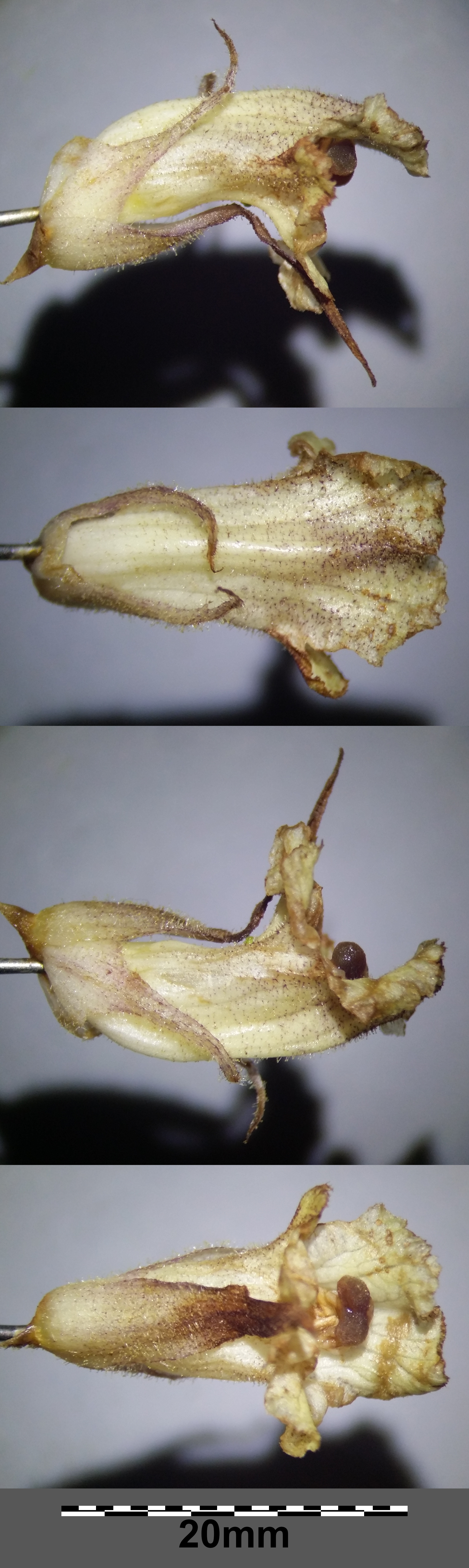
Kwiat

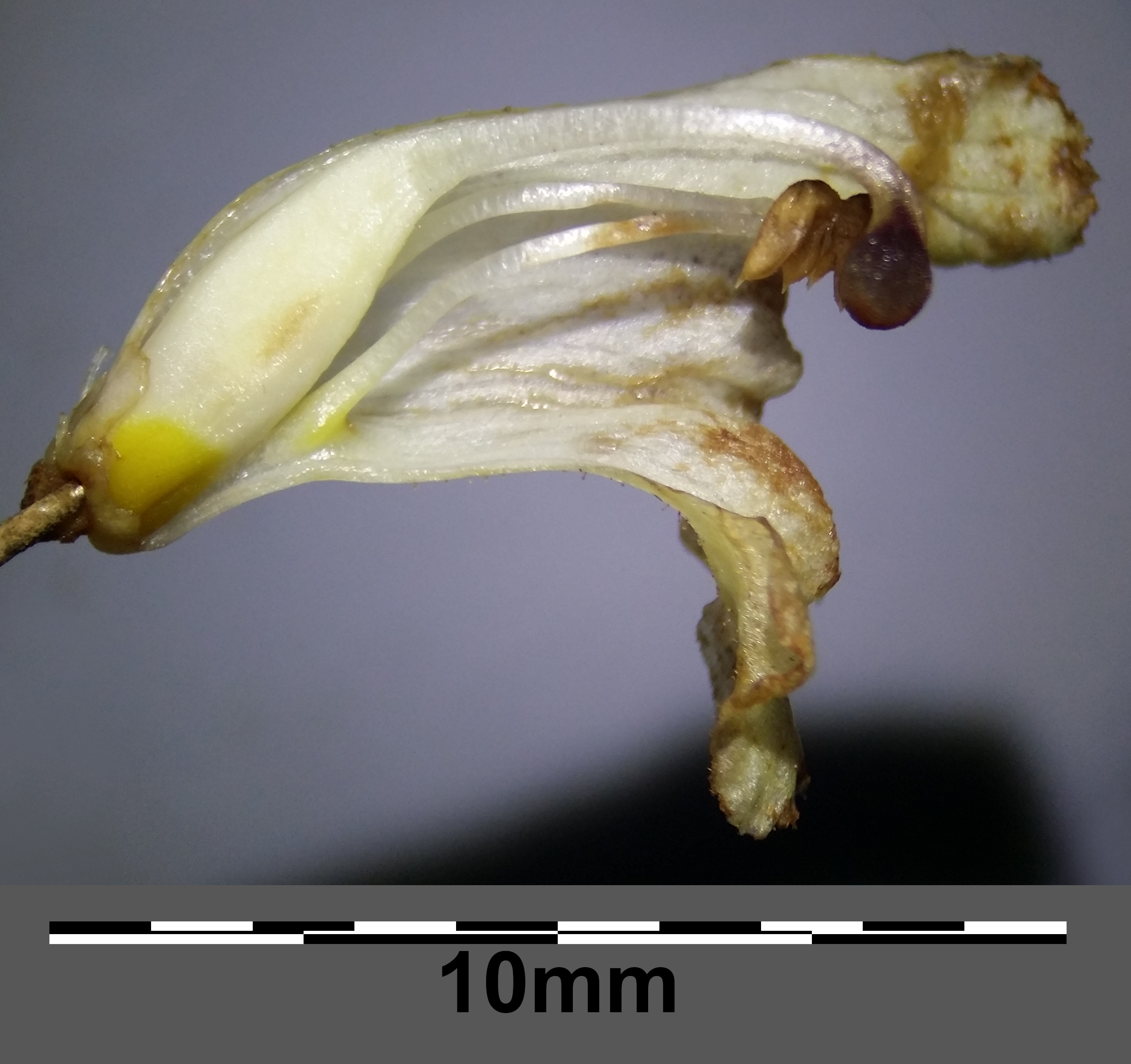
Wnętrze kwiatu z nagimi pręcikami i słupkiem

ŁodygaNierozgałęziona, żółtawa lub czerwonawa, ogruczolona, zgrubiała u nasady, rzadko pokryta łuskami, do 60 (90) cm wysokości.
LiścieŁuskowate, trójkątne do podłużnie lancetowatych. Osiągają do 3 cm długości.
KwiatyLiczne, zebrane w kłosowaty kwiatostan, luźny na dole, gęstniejący ku górze. Kwiaty grzbieciste, siedzące. Łatki kielicha wolne, ukośnie jajowate, jednonerwowe. Korona kwiatu biaława lub żółtawa, ciemno ogruczolona, długości 15-22 (20–23) mm. Pręciki 4, wyrastają 3-4 mm nad nasadą korony.
OwocePodłużna torebka z licznymi, drobnymi nasionami, o długości do 0,5 mm.

## Biologia i ekologia
Bylina bezzieleniowa, bez korzeni. Kwitnie od czerwca do września. Jest rośliną pasożytniczą. Pasożytuje na roślinach z rodziny astrowatych (Asteraceae), głównie na ostrożeniach (Cirsium sp.) i ostach (Carduus sp.).
Występuje w murawach kserotermicznych, rzadziej spotykana w lasach łęgowych i na wilgotnych łąkach. Rośnie na podłożu bogatym w węglan wapnia.

## Zagrożenia i ochrona
W latach 2004–2014 gatunek był objęty w Polsce ochroną ścisłą, od 2014 roku podlega ochronie częściowej. Jedno stanowisko w Górach Kaczawskich znajduje się na terenie rezerwatu Góra Miłek.
Roślina jest umieszczona na Czerwonej liście roślin i grzybów Polski (2006) w grupie gatunków rzadkich, potencjalnie zagrożonych (kategoria zagrożenia R). W wydaniu z 2016 roku otrzymała kategorię EN (zagrożony).
Zagrożeniem dla gatunku jest intensywna gospodarka łąkowa oraz naturalnie następująca sukcesja ekologiczna roślinności.